# Jesper Simonsen
Jesper Simonsen (født 3. august 1978) er en dansk atlet (sprinter), som fra 2010 er medlem af Sparta Atletik, efter at han tidligere stillede op for Århus 1900.
Ved Europa Cupen for Mesterhold 2010 i Bern, Schweiz, imponerede Jesper Simonsen ved at løbe 10,38 på 100 meter, blot 0,09 sekunder fra Morten Jensens danske rekord. Her var der dog også tale om for meget medvind (+2,4). Senere på året løb han på landsholdet i hold-EM på Malta 10,48 i godkendt vind (0,0) og 10,45 i Finland hvilket er hans personlige rekord.
Han var ved samme tilfælde med til at sætte dansk rekord på 4 x 100 meter ved hold-EM. Kvartetten bestod af Martin Krabbe (AK Holstebro), Jesper Simonsen (Sparta), Daniel Bendix Christensen (Århus 1900) og Morten Jensen (Sparta). Han deltog ved EM i Barcelona 2010 på 100 meter. Det danske 4 x 100 meter stafethold sejrede i EM-hold 2011 med en ny dansk rekord på 39,73. Kvartetten bestod Andreas Trajkovski, Jesper Simonsen, Mike Kalisz og Morten Jensen.
Jesper Simonsen arbejder for firmaet 3Shape som IT-udvikler.

## Personlige rekorder
- 50 meter - inde: 6,11 Marselisborghallen, Århus 29. december 2009
- 60 meter - inde: 6,94 Sparbank Arena i Skive 28. februar 2010
- 100 meter: 10,45 (+0,9) Odense Atletikstadion 27. juni 2010
- 150 meter: 16,22 (-1,0) Korsør Ny Stadion 24.august 2010
- 200 meter: 21,39 (+0.2) Odense Atletikstadion 7. august 2010
- 200 meter -inde: 22,31 Sparbank Arena i Skive 28. februar 2010
- 4x100 meter: 39,98 (Martin Krabbe, Jesper Simonsen, Daniel Bendix Christensen, Morten Jensen) Dansk Rekord, EM hold på Malta 19. juni 2010
- 4x100 meter: 39,73 (Andreas Trajkovski, Jesper Simonsen, Mike Kalisz, Morten Jensen) Dansk Rekord,  EM-hold 2011

## = Referencer
1. ↑  Weinreich, Jeppe (26. juli 2010). "EM: Jesper Simonsen i heat med Dwain Chambers". dansk-atletik.dk. Arkiveret fra originalen 2. august 2018. Hentet 12. juli 2017.